# Mette Sjøberg
Mette Sjøberg (* 19. April 1982 in Vejle, Dänemark) ist eine ehemalige dänische Handballspielerin.
Sjøberg bestritt für Dänemark 85 Länderspiele, in denen sie 262 Treffer erzielte. 2004 belegte sie mit Dänemark bei den Europameisterschaften den zweiten Platz.
2006 wechselte die Rückraumspielerin von Horsens HK zu FCK Håndbold, wo sie in der Saison 2006/07 mit 167 Treffern Torschützenkönigin der dänischen Toms Ligaen wurde. Im Sommer 2008 verließ Sjøberg den FCK und spielte die nächsten zwei Spielzeiten beim FC Midtjylland Håndbold. Nachdem Sjøberg ein Jahr pausierte, unterschrieb sie im Sommer 2011 einen Vertrag bei KIF Vejen. Nach der Saison 2012/13 beendete sie dort ihre Karriere.